# Flaskstarr
Flaskstarr (Carex rostrata) är en växt i familjen halvgräs. På stråna finns separata hanax och honax.
Flaskstarren skiljer sig från blåsstarren genom sina bredare och ovan mitten tvärt hopdragna fruktgömmen, liknande små flaskor med smal hals. Dessutom är strået trubbkantigt och slätt, men hos blåsstarr vasskantigt med sträva, fintaggiga kanter. Dessutom är bladen hos flaskstarren blågröna samt helt smala och rännformigt hopvikta, men hos blåsstarren breda, platta och rent gröna.
Flaskstarr och blåsstarr växer ofta blandade. Någon gång uppträder en hybrid eller korsning av de två.
I fjällen finns en varietet av flaskstarr: var. borealis (Hartm.)

## Synonymer
- Carex ampullacea
- Carex inflata